# Konference biskupů Slovenska
Konference biskupů Slovenska (slov. Konferencia biskupov Slovenska, KBS) je shromáždění katolických biskupů Slovenska, které reprezentuje navenek katolickou církev na Slovensku. Tvoří ji všichni řecko i římskokatoličtí biskupové působící na Slovensku, s výjimkou biskupů emeritních. Vznikla po osamostatnění se Slovenska 23. března 1993. Jejím předsedou je košický arcibiskup Bernard Bober.

## Předsedové KBS
- František Tondra, biskup spišský (1993–1994)
- Rudolf Baláž, biskup banskobystrický (1994–2000)
- František Tondra, biskup spišský (2000–2009)
- Stanislav Zvolenský, arcibiskup bratislavský (2009–2022)
- Bernard Bober, arcibiskup košický (od roku 2022)